# Ministère des Sports (Bénin)
Pour l’article homonyme, voir Ministère des Sports.
Le ministère des Sports est le département ministériel du gouvernement béninois chargé de la conception, de la mise en œuvre, le suivi et l'évaluation de la politique générale de l'Etat en matière de sports, d'épanouissement  de la jeunesse et du développement des loisirs saints et de masse, des conventions internationales et aux lois et règlements en vigueur en République du Bénin.